# Touching from a Distance: Ian Curtis and Joy Division
Touching from a Distance: Ian Curtis and Joy Division é um livro de género drama biográfico, lançado em 1995 por Deborah Curtis, sobre seu conturbado relacionamento com Ian Curtis, falecido vocalista e compositor da banda pós-punk britânica Joy Division. No livro, Deborah fala sobre os problemas no casamento, a infidelidade e os problemas de saúde de Ian. Todos esses fatos levariam ao suicídio do músico, em 18 de maio de 1980, na véspera do embarque para a primeira turnê estadunidense da banda. O livro serviu de base para a realização do filme biográfico sobre a vida de Ian, Control, de Anton Corbijn, lançado em 2007.